# Филипович Павло Петрович
Павло́ Петро́вич Филипо́вич (20 вересня (2 жовтня) 1891 1891, Кайтанівка — 3 листопада 1937, ур. Сандармох, Карелія) — український поет та літературознавець доби Розстріляного відродження. Також перекладач з французької, латинської та російської мов, педагог.
Жертва сталінського терору.

## Життєпис

### Ранні роки
Народився у с. Кайтанівці Звенигородського повіту Київської губернії (тепер Катеринопільського району Черкаської області) у родині священника.

### Освіта

Павло Филипович в молоді роки

Середню освіту здобув у Златопільській гімназії та у Колегії Павла Ґалаґана у Києві. У 1910—1915 студіював слов'яно-російську філологію на історично-філологічному факультеті Київського університету Святого Володимира як учень академіка Володимира Перетца. Навчався також на правознавчому факультеті.

### Активна діяльність
Після навчання залишився працювати в університеті як стипендіат (його тогочасна праця про життя і творчість російського поета Євгена Баратинського була відзначена золотою медаллю і 1917 року вийшла окремим виданням), приват-доцент і згодом як професор до 1935 р.

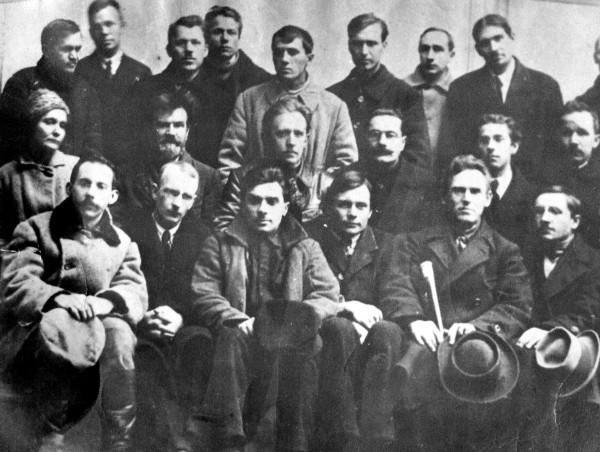
Зустріч харківських і київських митців. Київ, 1923 р. Зліва направо, перший ряд: Максим Рильський, Юрій Меженко, Микола Хвильовий, Майк Йогансен, Григорій Михайлов, Михайло Вериківський. Другий ряд: Наталя Романович, Михайло Могилянський, Василь Еллан-Блакитний, Сергій Пилипенко, Павло Тичина, Павло Филипович. У третьому ряду стоять: Дмитро Загул, Микола Зеров, Михайло Драй-Хмара, Григорій Косинка, Володимир Сосюра, Тодось Осьмачка, Володимир Коряк, Михайло Івченко

У цьому університеті, що в 1920 р. був перейменований на ІНО (Інститут народної освіти), разом із професором Миколою Зеровим Филипович вів семінар з історії української літератури, керуючи працею над темами, що стосувалися кінця ХІХ ст. і початку ХХ ст. Свою поетичну діяльність почав російською мовою 1910 року під псевдонімом Павел 3орев, але від 1917 року творив виключно українською мовою.
Як літературний критик виступив уперше в часописі «Книгар» під редакцією Василя Старого і Миколи Зерова. Широку літературознавчу працю розгорнув як співробітник ВУАН, публікуючи низку праць з історії української літератури і редагуючи ряд літературознавчих збірників. У своїх працях дотримувався порівняльно-історичного методу і був одним із найвидатніших представників цієї школи в українському літературознавстві.
Науковець європейської міри, задивлений в щонайкращі зразки класичних і західноєвропейських й українських традицій, поет-неокласик Павло Филипович був чужий і далекий до настанов і директив комуністичного режиму в літературі й тому теж цілком несприйнятний і ворожий для нього.

### Загибель
Попри те, що Филипович ніколи не належав до будь-якої політичної партії і не брав надто активної участі в громадському житті, його заарештовано у вересні 1935 року НКВС і суджено разом із Миколою Зеровим з початком 1936 року за приналежність до «шпигунсько-терористичної організації», що нею мав бути нібито семінар української літератури в Київському ІНО. Засуджений до страти. Невдовзі вирок замінили на 10-річний термін ув'язнення.
Відбував покарання спочатку в таборі в Карелії (Білбалтлаг, робітниче селище Медвежа Гора, нині місто Медвеж'єгорськ), згодом на Соловках. Вивезений звідти з великим етапом в'язнів Соловецької тюрми і страчений 3 листопада 1937 р. в урочищі Сандармох поблизу Медвеж'єгорська (нині Республіка Карелія, РФ). Реабілітований посмертно — Військовою колегією Верховного суду СРСР 23 січня 1958 року.
Була засуджена і заслана в 1938 р. на 5 років в Караганду також дружина П. Филиповича, скульпторка Марія Андріївна Михайлюк-Филипович, хвора психічно від переживань, пов'язаних з арештом і засланням чоловіка.

## Творчість

Павло Филипович (крайній праворуч) грає в крокет з учнями Колегії Ґалаґана

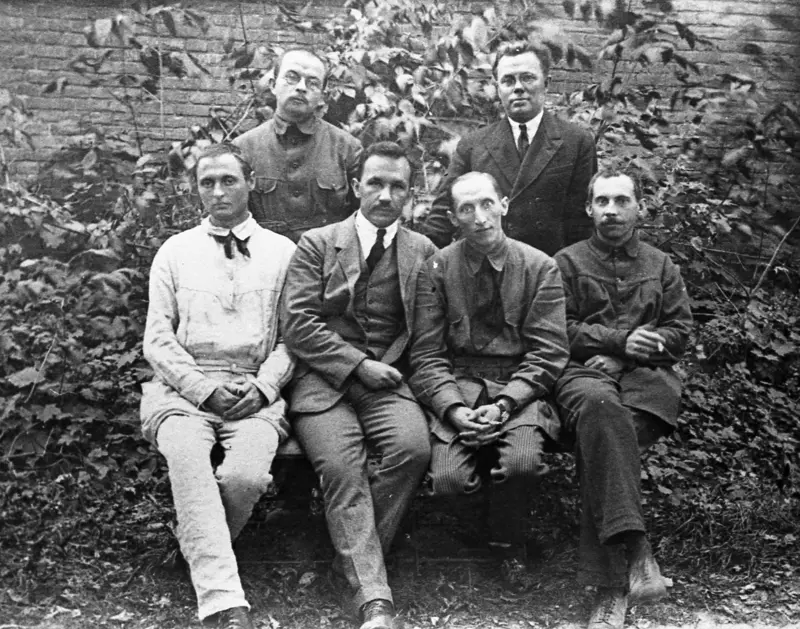
Неокласики у Баришівці. Віктор Домонтович і Микола Зеров (стоять — зліва направо); Юрій Клен, Павло Филипович, Фелікс Якубовський і Максим Рильський (сидять — зліва направо). 1920-ті роки

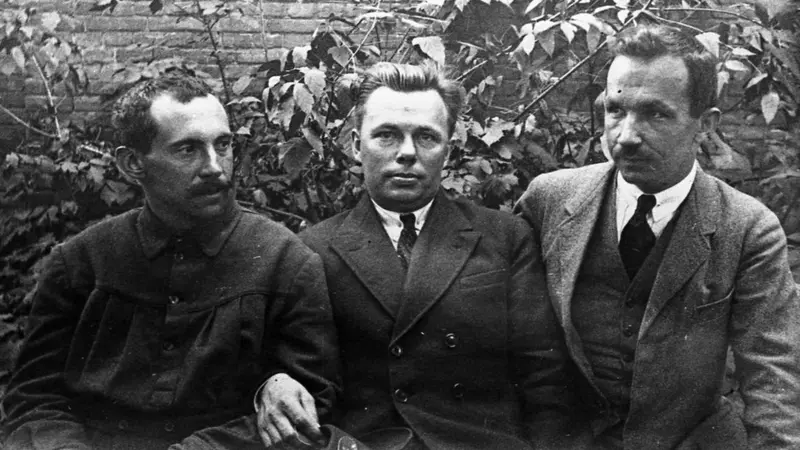
Три неокласики, 1920-ті. Зліва направо: Максим Рильський, Микола Зеров, Павло Филипович.

Почав друкуватися російською мовою з 1910 року під псевдонімом П. Зорев у журналах «Вестник Европы», «Заветы», «Куранты». Ранні поетичні твори Филиповича позначені впливом символізму. Публікувалися у збірнику «Музагет» (1919), що об'єднував поетів-символістів.
Його невеликий літературний доробок — дві збірки поезій: «Земля і вітер» (1922) і «Простір» (1925), відзначаються високою літературною культурою, глибиною думки й досконалістю форми. Ранні його вірші позначені символізмом, поетику якого Филипович засвоїв, ще пишучи російською мовою. Філософськими підвалинами його поезії є насамперед людина, її місце в природі й історії. З цього походить його виразний універсалізм, тяжіння до безмежних, майже космічних просторів («Дивись, дивись, безмежні перелоги»). Прикметне для його поетичного мислення також уміння конфронтувати сучасність з далеким минулим і майбутнім.
Належав до літературної групи «неокласиків», позиції яких захищав у «літературній дискусії» 1925—1928 років. Вважав, що гармонійному розвитку національної літератури необхідне підґрунтя класичного світового письменства, не сприймав кон'юнктурної офіційної ідеологічної лінії в тогочасній поезії, виступав за підвищення культурного та художнього рівня літературних творів. Поетична творчість Филиповича відзначається культурологічною насиченістю, осмисленням загальнолюдських етичних та естетичних цінностей.
Найповніше видання поетичної спадщини Филиповича: Поезії. — Мюнхен, 1957.

## Перекладацтво
Здійснив переклади з французької (Ш. Бодлера, П. Верлена, П. Ж. Беранже), російської (О. Пушкіна, В. Брюсова, Є. Баратинського).

## Літературознавство
Перша значна наукова праця — «Жизнь и творчество Е. Баратынского» (1917). З 1917 — приват-доцент Київського університету, в 1920—1933 — професор Інституту народної освіти (тогочасна назва Київського університету). Був членом комісії ВУАН зі складання біографічного словника українських діячів, секретар історично-літературного товариства при ВУАН, що його очолював академік Єфремов, редактор різних наукових збірників та ін.
Літературознавчі праці Филиповича стосувалися питань західноєвропейської літератури, сучасного українського літературного процесу, проблем методології науки про літературу. Филипович — автор статей про І. Франка, О. Олеся, Лесю Українку, О. Кобилянську, М. Коцюбинського, представників молодої української поезії (П. Тичину, Я. Савченка, М. Рильського, М. Семенка). Один із фундаторів сучасного шевченкознавства, автор спеціальних досліджень «Шевченко і романтизм» (1924), «Шевченко і Гребінка» (1925), «Шевченко і декабристи» (1926), «До студіювання Шевченка та його доби» (1925). Своїми працями Филипович заклав наукові основи українського літературознавства (ст. «Українське літературознавство за 10 років революції», 1928).
За редакцією Павла Филиповича був виданий ряд збірників — «Т. Шевченко» в 1921 р. (ДВУ, разом з Є. Григоруком), «Шевченківський збірник» 1924 (вид. «Сорабкоп»), два томи «Шевченко та його доба». В 1925 і в 1926 (разом з акад. С. Єфремовим і М. Новицьким), «Іван Франко» 1926 (з І. Лакизою та П. Кияницею), «Література» 3б. І., 1928 (спільно з акад. С. Єфремовим і М. Зеровим). Крім того, він брав участь у складанні коментаря до акад. видання Шевченкового «Щоденника» (К., 1927), в 10-томному виданні творів Лесі Українки та в інших виданнях.
Найважливіші літературознавчі і критичні праці Филиповича: 
- «Шевченко і романтизм» (ЗІФВ, IV,1924),
- «До історії українського романтизму» (Укр., 1924, Кн. 3),
- «Генеза Франкової легенди „Смертъ Каїна“» (вступна стаття до твору «Смерть Каїна», К., 1924),
- «О. Олесь» (вст. ст. до вид.: О. Олесь. Вибрані твори, К., 1925),
- «Шевченко і Гребінка» (Укр., 1925, кн. 1—2),
- «До студіювання Шевченка та його доби» (у зб. «Шевченко та його доба», І, К., 1925),
- «Рилеєв і Державін» (у зб. «Декабристи на Україні», К., 1926),
- «Шляхи Франкової поезії» (у зб. «Іван Франко», К., 1926),
- «Шевченко і декабристи» (окр. вид., К., 1926),
- «Спустошена ідилія» (вст. ст. до вид.: О. Кобилянська. Земля, К., 1926),
- «Європейські письменники в Шевченковій лектурі» (Прол. правда, 1926, № 56),
- «Переклад Котляревського із Сапфо» (ЗІФВ, XII — XIV, К., 1927),
- «Історія одного сюжету» (вст. ст. до вид.: О. Кобилянська. «У неділю рано зілля копала», К., 1927),
- «Ольга Кобилянська в літературному оточенні» (Ж. і Р., 1928, № 2),
- «Пушкін в українській літературі» (1927),
- «Нові праці про І. Котляревського» (Ж. і Р., 1928, кн. ХІІ),
- «Перший переказ з Шевченка російською мовою» (З6. Шевченко, І, К., 1928),
- «Аналіз образу Прометея в творах Лесі Українки» (Ж. і Р., 1928, кн. IX),
- «Українське літературознавство за 10 років революції» (у зб. «Література», І, К., 1928 і окр.),

### Видання вибраних статей
- З новітнього українського письменства. – Київ, 1929.
- Література. – Мельборн, 1971.
- Літературно-критичні статті. – Київ: Дніпро, 1991.

## Вшанування пам'яті
- З 2017 року в Києві існує вулиця Павла Филиповича[7].
- З 2022 року в Черкасах існує провулок Павла Филиповича.
- З 26.07.2024 року в Миколаєві провулок Менделєєва перейменовано на провулок Павла Филиповича